# پنج‌وجهی
در هندسه، پنج‌وجهی (به انگلیسی: Pentahedron) نوعی چندوجهی است که دارای پنج وجه است. دو نوع توپولوژیکی مشخص از پنج‌وجهی وجود دارد.
با وجوه چندضلعی منظم، دو شکل توپولوژیکی هرم مربع‌القاعده و منشور مثلثی هستند.
| نام                             | تصویر | رئوس | یال‌ها | وجوه | وجوه بر أساس نوع |
| ------------------------------- | ----- | ---- | ----- | ---- | ---------------- |
| هرم مربع‌القاعده (خانواده هرم‌ها) |       | ۵    | ۸     | ۵    | ۴ مثلث ۱ مربع    |
| منشور مثلثی (خانواده منشورها)   |       | ۶    | ۹     | ۵    | ۲ مثلث ۳ مربع    |

هرم مربع القاعده را می‌توان منشوری مثلثی دید که در آن یکی از یال‌های جانبی آن (محل تقاطع دو مربع) به یک نقطه تبدیل شده و درنتیجه یک یال و یک راس را از دست داده و دو مربع به مثلث تغییر یافته‌است.
پنج‌وجهی‌های متعددی با وجوه نامنظم می‌تواند ساخته شود که بعضی از آنها با شش رأس را می‌توان یک گُوِه در نظر گرفت.
یک پنج‌وجهی با وجوه نامننتظم می‌تواند یک چندوجهی مقعر باشد: یک چهارضلعی مقعر به عنوان قاعده در و هر نقطه ای را که در صفحه قاعده قرار ندارد به عنوان راس.